# Spokane Shadow
Spokane Shadow é uma agremiação esportiva da cidade de Spokane, Washington.  Atualmente disputa a National Premier Soccer League e a Evergreen Premier League.

## História
Fundado em 1996, disputou inicialmente a USISL. Em 1999 o clube se transfere para a PDL. Nesse mesmo ano chega até a decisão, porém perde para o Chicago Sockers. O Spokane fica na PDL até 2005, quando se afasta do futebol, só retornando em 2014 para disputar a Evergreen Premier League. A partir de 2017 a equipe passou a disputar a NPSL em paralelo com a EPLWA.